# دیگو روبیو (دوچرخه‌سواری)
دیگو روبیو (اسپانیایی: Diego Rubio‎؛ زادهٔ ۱۳ ژوئن ۱۹۹۱ ) دوچرخه‌سوار اهل اسپانیا است.
از باشگاه‌هایی که در آن رکاب زده‌است می‌توان به کاخا رورال-سگوروس رخا اشاره کرد.